# The Christmas Chronicles 2
The Christmas Chronicles 2 (Brasil: Crônicas de Natal: Parte Dois / Portugal: Crónicas de Natal: Parte 2) é uma comédia de Natal americana que foi lançada dia 25 de novembro de 2020, e é dirigida e produzida por Chris Columbus, que escreveu o roteiro com Matt Lieberman, e é o segundo filme da série As Crônicas de Natal. Neste filme, dois irmãos acabam destruindo o trenó do Papai Noel na tentativa de pegá-lo no flagra, colocando em risco a felicidade de milhares de crianças.

## Enredo
Dois anos se passaram desde os eventos do último filme. Kate Pierce (Darby Camp) é agora uma pré-adolescente cínica que está infeliz por passar o Natal em família em Cancún, no México, com sua mãe Claire (Kimberly Williams-Paisley), seu irmão Teddy (Judah Lewis), o novo namorado de sua mãe Bob (Tyrese Gibson), e seu filho Jack (Jahzir Bruno). Ela quer voltar para casa pois considera que um natal de verdade é quando tem neve. Kate decide fugir e pegar um vôo mais cedo de volta para casa em Boston. Porém o duende de Natal nefasto Belsnickel (Julian Dennison) que fugiu do Polo Norte e se transformou em humano oferece carona ao aeroporto na porta do hotel. Jack se esconde na parte de trás do carrinho então Belsnickel abre um portal e eles são transportados inesperadamente para o Pólo Norte.
Kate e Jack são descobertos e salvos pelo Papai Noel (Kurt Russell), que os traz de volta para sua casa e pela Mamãe Noel (Goldie Hawn). Eles oferecem às crianças um grande passeio por sua aldeia e tudo o que ela tem a oferecer. Os quatro voltam para casa para jantar. Jack e Kate vão para a cama enquanto Belsnickel e seu seguidor Speck (Debi Derryberry) iniciam uma tentativa de destruir a vila.
A Sra. Noel conta às crianças a história de origem do Papai Noel na Turquia e como ele salvou os elfos da extinção. O Papai Noel conta que adotou Belsnickel. Conforme ele crescia e eles tinham menos tempo para ele, ele se tornou travesso, se transformou em humano e fugiu.
Belsnickel libera Jola, uma gata yule, no cercado das renas, ferindo a rena Dasher. Belsnickel libera uma poção na vila que faz com que os elfos enlouqueçam e lutem entre si e ataquem os humanos. Ele rouba a estrela no topo da árvore de Natal. O Papai Noel e os outros o confrontam. O Papai Noel tenta pegar a estrela de volta e na luta ela é destruída, fazendo com que a energia acabe na aldeia. Os elfos começam uma luta de bolas de neve.
Papai Noel e Kate partem para a Turquia a fim de fazer com que os elfos da floresta liderados por Hakan (Malcolm McDowell) construam uma nova estrela. Jack sai para obter uma raiz para curar os elfos enlouquecidos, enquanto a Mamãe Noel fica para trás para cuidar de Dasher. Kate e Papai Noel encontram os elfos que constroem um invólucro para uma nova estrela e Papai Noel captura o poder da Estrela de Belém dentro dele.
Enquanto voava de volta para a vila, Belsnickel os alcança em um trenó puxado por seus chacalotes (um híbrido de chacal e coiote) que ele criou, rouba a estrela abre um portal temporal e os transporta de volta para Boston de 1990. Jack encontra a raiz e a traz de volta para a Mamãe Noel. Papai Noel e Kate aterrissam o trenó no aeroporto mas as renas estão fracas, pois o espirito de Natal está se acabando por causa do estresse das pessoas que tem seus voos cancelados. Kate tenta comprar pilhas AAA para o dispositivo de Belsnickel, que ela e Papai Noel agora possuem, no aeroporto de Boston para transportar ela e Papai Noel de volta ao futuro. No entanto, ela foi detida por um membro da segurança do aeroporto (Patrick Gallagher), já que tenta passar uma nota de dólar que a atendente considera falsa, já que está escrito 2020 e eles estão em 1990. Outro adolescente (Sunny Suljic) consola ela a ajuda a escapar. Na despedida ela descobre que o adolescente é seu falecido pai Doug. Com a ajuda de uma trabalhadora chamada Grace (Darlene Love), O Papai Noel faz com que todos cantem uma canção de Natal à medida que o tempo melhora. Com o espírito natalino em alta, o Papai Noel coloca as pilhas e elas transportam de volta a 2020 e recuperam a estrela.
A Mamãe Noel transforma a raiz em pó. Jack luta para chegar aos canhões de neve, coloca a pólvora lá dentro e atira nos elfos, curando-os. Papai Noel e Kate correm de volta para a aldeia evitando Belsnickel enquanto ele os persegue. A Mamãe Noel joga um biscoito de gengibre explosivo entre os dois trenós antes que eles colidam em uma briga de trenós. Dasher recupera e ajuda o Papai Noel derrotar Jola. Kate coloca a estrela no topo da árvore, restaurando a energia para a vila. O Papai Noel dá a Belsnickel o primeiro brinquedo que eles construíram juntos, e Belsnickel se transforma novamente em um elfo.
O Papai Noel leva Kate e Jack de volta para Cancún, onde eles informam um animado Teddy sobre sua aventura e Kate aceita mais Bob.

## Elenco
Além de ter o retornos de Darby Camp e Kurt Russell como protagonistas, o filme também nos apresenta algumas novidades no elenco. Entre elas, o agora também protagonista Jahzir Bruno. Outros nomes que estão no elenco são: Tyrese Gibson, Julian Dennison, Tricia Munford e Goldie Hawn.

## Recepção
No agregador de críticas Rotten Tomatoes, o filme tem um índice de aprovação de 68% com base em 57 resenhas, que é seguido do consenso dos críticos: "Embora esteja faltando um pouco da magia do original, The Christmas Chronicles: Part Two serve uma doce segunda porção de alegria natalina que aproveita ao máximo suas ligações maravilhosamente combinadas." No Metacritic, o filme tem uma pontuação média ponderada de 51 em 100, com base em 12 críticos, indicando "críticas mistas ou médias".